# Fritz Felgenhauer
Fritz Heinz Felgenhauer (* 29. Oktober 1920 in Wien; † 17. Januar 2009) war ein österreichischer Prähistoriker und Mittelalterarchäologe.

## Leben
Nach der Matura am Piaristengymnasium in Wien wollte er zunächst wie sein Vater Kavallerieoffizier werden und trats in das Kavallerieregiment Nr. 11 ein. Nach dem Krieg studierte er an der Universität Wien zunächst kurz Jura, dann Urgeschichte im Hauptfach bei Richard Pittioni und Franz Hančar, Anthropologie als Nebenfach bei Josef Weninger, Völker- und Volkskunde bei Wilhelm Koppers und Leopold Schmidt und bei Hugo Hassinger Geographie. Am 23. Juni 1950 wurde er mit einer Dissertation zum paläolithischen Fundmaterial aus Aggsbach an der Donau zum Dr. phil. promoviert. Am 1. Dezember 1950 wurde er als Assistent eingestellt. Nach der Habilitation über Paläolithfundstellen von Willendorf in der Wachau für das Nominalfach „Urgeschichte des Menschen“ 1957 wurde er am 16. Juli 1957 zum Universitätsdozenten ernannt. Am 29. September 1964 wurde er zum außerordentlichen Universitätsprofessor für Ur- und Frühgeschichte ernannt, 1973 zum ordentlichen Professor. 1989 ging er in den Ruhestand. Er wurde am Neustifter Friedhof bestattet.
Seit 1969 war er mit der Mittelalterarchäologin Sabine Felgenhauer-Schmiedt (* 1943) verheiratet.

## Schriften (Auswahl)
- mit Ämilian Kloiber und Wilhelm Alzinger: Das Gräberfeld Kapfenstein in der Steiermark. (Grabungen 1954–1959). Wien 1965, OCLC 633314623.
- Archäologisch-historische Feldforschungen im Umkreis der Ortschaft Antlangkirchen (Gemeinde St. Willibald, Bezirk Schärding, Oberösterreich) Versuch einer archäologisch-historischen Raumerfassung. Stillfried 1982, OCLC 821168159.
- Einführung in die Urgeschichtsforschung. Freiburg im Breisgau 1979, ISBN 3-7930-0983-1.
- Das Kavallerieregiment 11 und seine Aufklärungsabteilungen. München 2002, ISBN 3-88014-125-8.